# Frank Fernández
Frank Fernández (ur. 1934 w Hawanie) – kubański pisarz, historyk oraz działacz anarchistyczny.

## Życiorys
Jest członkiem Movimiento Libertario Cubano en Exilio (MLCE) i redaktorem wydawanego przez organizację pisma "Guángara Libertaria". Autor Cuban Anarchism: The History of A Movement (pierwotnie napisanej w języku hiszpańskim), przetłumaczonej na język angielski, a także La sangre de Santa Águeda: Angiolillo, Betances y Cánovas (The Blood of Saint Agueda) dotyczącej zabójstwa XIX-wiecznego premiera Hiszpanii Antonio Cánovasa del Castillo. W wolnym czasie jest aktywistą politycznym i pracuje w pełnym wymiarze godzin jako inżynier mechanik.

## Publikacje
- La Sangre De Santa Agueda (Ediciones Universal, 1994)[3]
- El anarquismo en Cuba (Fundación de Estudios Libertarios Anselmo Lorenzo, 2000)[4]; wyd. ang. Cuba, the Anarchists and Liberty (Sharp Press, 2001)[5]
- Dos Corazones, Un Sentimiento (Palibrio, 2013)[6]
- Amando En Sueños: Poemas Del Corazón (Palibrio, 2017)[7]